# Corruptieperceptie-index

De corruptieperceptie-index in 2024

De corruptieperceptie-index (CPI), ook wel corruptie-index genoemd, is een jaarlijks onderzoek naar corruptie dat wordt uitgevoerd door Transparency International (TI), een wereldwijd werkende non-profitorganisatie.

## Achtergrond
De corruptieperceptie-index, bekend onder de internationale naam Corruption Perceptions Index (CPI), bestaat sinds 1995. Met de CPI wilde TI corruptie op de internationale politieke agenda zetten. De CPI classificeert staten op basis van het waargenomen corruptieniveau. Daarbij kijkt TI naar de mate waarin men corruptie ervaart van publieke organisaties en politici. TI definieert corruptie als 'het misbruik van toevertrouwde macht voor persoonlijk gewin'.
In 2000 omvatte het onderzoek 90 staten. In 2007 was dit aantal opgelopen tot 180 en is dit ongeveer zo gebleven. Uit de resultaten blijkt dat twee derde van de onderzochte staten minder dan vijftig punten scoort. Hieronder vallen ook enkele EU-lidstaten.

## Methode
De wijze waarop de CPI gescoord wordt, is ontwikkeld in Duitsland aan de Universiteit van Passau. Vanaf 2005 werkte TI met enquêtes die door onafhankelijke deskundigen werden ingevuld, zoals universiteiten en nationale en internationale organisaties. Tot dan werd ook gebruikgemaakt van publieksonderzoeken. Om een land te scoren, heeft TI minimaal drie bronnen nodig. De index meet perceptie en is gebaseerd op enquêtes en niet op rekenwerk.
Tot en met 2011 gold een puntenschaal van 0 tot 10. Hoe hoger de score, hoe minder corruptie en vice versa. In 2012 veranderde TI de methodiek en werd een puntenschaal van 0-100 geïntroduceerd. Door de verandering van methodiek zijn vanaf 2012 de CPI-scores tussen de verschillende jaren te vergelijken.

## Scores vanaf 2000
| Jaar          | 1                                        | 2                                         | 3                                         | op 2 na laatste                            | voorlaatste                      | laatste                             |
| ------------- | ---------------------------------------- | ----------------------------------------- | ----------------------------------------- | ------------------------------------------ | -------------------------------- | ----------------------------------- |
| 2000          | Finland (10)                             | Denemarken (9,8)                          | Nieuw-Zeeland Zweden (9,4)                | Oekraïne Azerbeidzjan (1,5)                | Joegoslavië (1,3)                | Nigeria (1,2)                       |
| 2001          | Finland (9,9)                            | Denemarken (9,5)                          | Nieuw-Zeeland (9,4)                       | Oeganda Indonesië (1,9)                    | Nigeria (1,0)                    | Bangladesh (0,4)                    |
| 2002          | Finland (9,7)                            | Denemarken Nieuw-Zeeland (9,5)            | IJsland (9,4)                             | Angola Madagaskar Paraguay (1,7)           | Nigeria (1,6)                    | Bangladesh (1,2)                    |
| 2003          | Finland (9,7)                            | IJsland (9,6)                             | Denemarken Nieuw-Zeeland (9,5)            | Haïti (1,5)                                | Nigeria (1,4)                    | Bangladesh (1,3)                    |
| 2004          | Finland (9,7)                            | Nieuw-Zeeland (9,6)                       | Denemarken IJsland (9,5)                  | Myanmar Tsjaad (1,7)                       | Nigeria (1,6)                    | Haïti Bangladesh (1,5)              |
| 2005          | IJsland (9.7)                            | Finland (9,6)                             | Nieuw-Zeeland Denemarken (9,5)            | Nigeria Ivoorkust Equatoriaal-Guinea (1,9) | Turkmenistan Myanmar Haïti (1,8) | Tsjaad Bangladesh (1,7)             |
| 2006          | Finland IJsland Nieuw-Zeeland (9,6)      | Denemarken (9,5)                          | Singapore (9,4)                           | Soedan Tsjaad Congo Bangladesh (2,0)       | Myanmar Irak Guinee (1,9)        | Haïti (1,8)                         |
| 2007          | Finland Denemarken Nieuw-Zeeland (9,4)   | Singapore Zweden (9,3)                    | IJsland (9,2)                             | Haïti (1,6)                                | Irak (1,5)                       | Somalië Myanmar (1,4)               |
| 2008          | Denemarken Nieuw-Zeeland Zweden (9,3)    | Singapore (9,2)                           | Finland (9,0) Zwitserland                 | Haïti (1,4)                                | Irak (1,3) Myanmar               | Somalië (1,0)                       |
| 2009          | Nieuw-Zeeland (9,4)                      | Denemarken (9,3)                          | Singapore Zweden (9,2)                    | Myanmar (1,4)                              | Afghanistan (1,3)                | Somalië (1,1)                       |
| 2010          | Denemarken Nieuw-Zeeland Singapore (9,3) | Finland Zweden (9,2)                      | Canada (8,9)                              | Irak (1,5)                                 | Afghanistan Myanmar (1,4)        | Somalië (1,1)                       |
| 2011          | Nieuw-Zeeland (9,5)                      | Denemarken Finland (9,4)                  | Zweden (9,3)                              | Oezbekistan Soedan Turkmenistan (1,6)      | Afghanistan Myanmar (1,5)        | Noord-Korea Somalië (1,0)           |
| Nieuwe schaal |                                          |                                           |                                           |                                            |                                  |                                     |
| 2012          | Denemarken Finland Nieuw-Zeeland (90)    | Zweden (88)                               | Singapore (87)                            | Myanmar (15)                               | Soedan (13)                      | Afghanistan Noord-Korea Somalië (8) |
| 2013          | Denemarken Nieuw-Zeeland (91)            | Finland Zweden (89)                       | Noorwegen Singapore (86)                  | Zuid-Soedan (14)                           | Soedan (11)                      | Afghanistan Noord-Korea Somalië (8) |
| 2014          | Denemarken (92)                          | Nieuw-Zeeland (91)                        | Finland (89)                              | Afghanistan (12)                           | Soedan (11)                      | Noord-Korea Somalië (8)             |
| 2015          | Denemarken Nieuw-Zeeland (91)            | Finland (90)                              | Zweden (89)                               | Soedan (12)                                | Afghanistan (11)                 | Noord-Korea Somalië (8)             |
| 2016          | Denemarken Nieuw-Zeeland (90)            | Finland (89)                              | Zweden (88)                               | Noord-Korea (12)                           | Zuid-Soedan (11)                 | Somalië (10)                        |
| 2017          | Nieuw-Zeeland (89)                       | Denemarken (88)                           | Finland Noorwegen Zwitserland (85)        | Syrië (14)                                 | Zuid-Soedan (12)                 | Somalië (9)                         |
| 2018          | Denemarken (88)                          | Nieuw-Zeeland (87)                        | Finland Singapore Zweden Zwitserland (85) | Jemen Noord-Korea (14)                     | Syrië Zuid-Soedan (13)           | Somalië (10)                        |
| 2019          | Denemarken Nieuw-Zeeland (87)            | Finland (86)                              | Singapore Zweden Zwitserland (85)         | Syrië (13)                                 | Zuid-Soedan (12)                 | Somalië (9)                         |
| 2020          | Denemarken Nieuw-Zeeland (88)            | Finland Singapore Zweden Zwitserland (85) | Noorwegen (84)                            | Jemen Venezuela (15)                       | Syrië (14)                       | Somalië Zuid-Soedan (12)            |
| 2021          | Denemarken Nieuw-Zeeland Finland (88)    | Noorwegen Singapore Zweden (85)           | Zwitserland (84)                          | Venezuela (14)                             | Somalië (13) Syrië (13)          | Zuid-Soedan (11)                    |
| 2022          | Denemarken (90)                          | Finland Nieuw-Zeeland (87)                | Noorwegen (84)                            | Venezuela (14)                             | Syrië Zuid-Soedan (13)           | Somalië (12)                        |
| 2023          | Denemarken (90)                          | Finland (87)                              | Nieuw-Zeeland (85)                        | Jemen (16)                                 | Syrië Venezuela Zuid-Soedan (13) | Somalië (11)                        |

Finland, Denemarken, IJsland, Zweden, Nieuw-Zeeland en Singapore bevinden zich al jaren aan de top van niet-corrupte landen. Aan de onderkant van de lijst wijzigt de bezetting nogal. Dit is niet zozeer omdat landen in de onderste regionen minder corrupt worden, maar omdat Transparency International steeds meer landen meeneemt in zijn onderzoek. Nieuwe landen belanden vaak onderin.

## Nederland en België
Nederland en België nemen vanaf 2000 de volgende plaatsen in:
|               | Nederland | Nederland | België | België |
| Jaar          | Plaats    | Score     | Plaats | Score  |
| 2000          | 9         | 8,9       | 25     | 6,1    |
| 2001          | 8         | 8,8       | 24     | 6,6    |
| 2002          | 7         | 9,0       | 20     | 7,1    |
| 2003          | 7         | 8,9       | 17     | 7,6    |
| 2004          | 10        | 8,7       | 17     | 7,5    |
| 2005          | 11        | 8,6       | 19     | 7,4    |
| 2006          | 9         | 8,7       | 20     | 7,3    |
| 2007          | 7         | 9,0       | 21     | 7,1    |
| 2008          | 7         | 8,9       | 18     | 7,3    |
| 2009          | 6         | 8,9       | 21     | 7,1    |
| 2010          | 7         | 8,8       | 22     | 7,1    |
| 2011          | 7         | 8,9       | 19     | 7,5    |
| Nieuwe schaal |           |           |        |        |
| 2012          | 9         | 84        | 16     | 75     |
| 2013          | 8         | 83        | 15     | 75     |
| 2014          | 8         | 83        | 15     | 76     |
| 2015          | 5         | 87        | 15     | 77     |
| 2016          | 8         | 83        | 15     | 77     |
| 2017          | 8         | 82        | 16     | 75     |
| 2018          | 8         | 82        | 17     | 75     |
| 2019          | 8         | 82        | 17     | 75     |
| 2020          | 8         | 82        | 15     | 76     |
| 2021          | 8         | 82        | 18     | 73     |
| 2022          | 8         | 80        | 18     | 73     |
| 2023          | 8         | 79        | 16     | 73     |
| 2024          | 9         | 78        | 22     | 69     |